# Ewa Jakubowicz
Ewa Jakubowicz (ur. 23 lutego 1990 w Osiecznicy) – polska aktorka teatralna, filmowa, telewizyjna i dubbingowa.

## Życiorys
W 2010 rozpoczęła studia na Wydziale Aktorskim Akademii Teatralnej im. Aleksandra Zelwerowicza w Warszawie. W 2014 otrzymała wyróżnienie za rolę Agłai Jepanczyn w „Szkicach z Dostojewskiego” w reż. Mai Komorowskiej oraz Służącej w „Tonacji Blue” w reż. Marcina Hycnara na 32. Festiwalu Szkół Teatralnych w Łodzi. Była również finalistką XVII Konkursu Pamiętajmy o Osieckiej. W 2015 ukończyła studia, zdając egzamin dyplomowy. W 2016 otrzymała nagrodę im. Andrzeja Nardellego za najlepszy debiut aktorski sezonu za rolę Julii w spektaklu „Romeo i Julia” w reż. Marcina Hycnara w Teatrze im. Juliusza Słowackiego w Krakowie.
Występuje w Teatr im. Jana Kochanowskiego w Opolu.

## Filmografia
- 2011: Otchłań (etiuda szkolna) – dziewczyna z wspomnień
- 2014: Prawo Agaty – recepcjonistka Kasia (odc. 65)
- 2015-2021od 2024: Pierwsza miłość (serial telewizyjny) – Amelia „Melka” Długosz
- 2015: Powiedz tak! – narzeczona (odc. 6)
- 2015: Klezmer (film) – Rozalka
- 2019:  Prz_szłość (etiuda szkolna) – Ona
- 2020: Znaki (serial telewizyjny) – Eliza Konieczna, turystka zwiedzająca Dolny Śląsk (odc. 9-16)

## Dubbing

### Filmy
- D2015: Przemieńcie się, Czarodziejki! – dziewczyna #2
- D2015: Sailor Moon R – Czarodziejka z Księżyca: Film kinowy
- 2015: Barbie: Rockowa księżniczka – Sloane
- 2016: Osobliwy dom pani Peregrine – Emma Bloom

### Seriale
- 2007-14: M.I. High (druga wersja dubbingu) –
  - Davina Berry (odc. 24-27, 29, 31, 33, 36, 38, 40, 42-43, 45-62),
  - gwary (odc. 24-32, 34-41, 44-60)
- 2013: Akademia tańca –
  - Gabi (odc. 75),
  - Camilla (odc. 79, 90)
- 2015: Biały delfin Um – gwary (odc. 3, 5, 8-9, 11-12, 14, 17, 19-20, 23)
- 2015: Lwia Straż
- 2015: Nie ma jak w rodzinie – Nikki

### Gry
- 2011: League of Legends – Irelia (nowy głos)
- 2016: Uncharted 4: Kres złodzieja – Nadine Ross
- 2016: Wiedźmin: Dziki Gon – Krew i wino –
  - Vivienne,
  - „Cicha Moc”
- 2017: Torment: Tides of Numenera – Dorosła Rhin
- 2017: Sniper: Ghost Warrior 3 – Inna Zakaryan
- 2017: Uncharted: Zaginione dziedzictwo – Nadine Ross
- 2017: Need for Speed Payback – Lina
- 2017: Lego Marvel Super Heroes 2 – finansistka
- 2017: Star Wars: Battlefront II
- 2018: Shadow of the Tomb Raider – Abby

### Słuchowiska
- 2016: Biblia Audio. Superprodukcja – jako Sara w Księdze Tobiasza